# Peter Christian
Peter M. Christian (Pohnpei, 16 oktober 1947) was tussen 2015 en 2019 de president van Micronesia.
Christian werd in 2007 tot senator gekozen en herkozen in 2011. Op 11 mei 2015 werd hij gekozen tot president, als opvolger van Manny Mori. Christian was de achtste president van Micronesia. Na een termijn van vier jaar werd hij in 2019 opgevolgd door David Panuelo.